# إستفان دوبو
إستفان دوبو (1502 - منتصف يونيو 1572) كان جندي مجري، أشتهر بقيادته الناجحة للقوات المدافعة عن مدينة إيغر ضد هجوم القوات العثمانية في 1552.